# شرکت نفت خزر
شرکت نفت خزر، شرکت نفت و گاز ایرانی است، که یکی از پنج شرکت اکتشافی و تولیدی زیرمجموعه شرکت ملی نفت ایران به‌شمار می‌آید.
این شرکت در سال ۱۳۷۶ تأسیس شد و هم‌اکنون در زمینه اکتشاف، توسعه و تولید منابع هیدروکربوری در منطقه خزر شامل سه استان ساحلی گیلان، مازندران و گلستان، همچنین آب‌های ایران در دریای خزر فعالیت می‌نماید.
نظارت بر اجرای کلیه قراردادهای بین شرکت ملی نفت ایران و شرکت‌های خارجی جهت مطالعه و توسعه میادین نفتی در دریای خزر و همچنین نظارت بر مسائل زیست محیطی مرتبط با عملیات اکتشاف و توسعه ذخایر نفت و گاز در دریای خزر نیز به عهده شرکت نفت خزر می‌باشد.

## تاریخچه
تاریخچه فعالیت های اکتشافی در دریای خزر و سه استان ساحلی (مازندران/ گیلان/ گلستان):
- عملیات لرزه نگاری دو بعدی به طول کلی ۱۱۲۰۰ کیلومتر در منطقه ساحلی. (۱۳۴۳- ۱۳۳۵)
- حفر ۱۶ حلقه چاه در مناطق ساحلی در سه استان گیلان، مازندران، گلستان. (۱۳۴۳- ۱۳۳۵)
- عملیات لرزه نگاری دو بعدی در منطقه انزلی به طول کلی ۵۴۰۰ کیلومتر. (۱۳۴۷- ۱۳۴۶)
- عملیات لرزه نگاری دو بعدی و پردازش مجدد خطوط لرزه ای در منطقه کم عمق ساحلی به طول کلی ۷۲۰۰ کیلومتر. (۱۳۷۳- ۱۳۷۰)
- عملیات لرزه نگاری دو بعدی در مناطق کم عمق به طول کلی ۵۶۰۰ کیلومتر در سال ۱۳۷۴.

ساخت تجهیزات زیربنایی در سال های ۱۳۷۹- ۱۳۶۹ شامل:
- احداث حوضچه آرامش، ساخت ۱ دستگاه دکل حفاری ایران- خزر، ساخت ۳ اسکله تخلیه مواد نفتی و اسکله تعمیراتی و احداث پایگاه پشتیبانی برای عملیات حفاری.
- حفر سه حلقه چاه اکتشافی در قسمت کم عمق دریای خزر (۱۳۷۶- ۱۳۶۸).
- مطالعات جامع و سیستماتیک و لرزه نگاری دو بعدی ۱۰۰۰۰ کیلومتر در محدوده جنوبی دریای خزر توسط کنسرسیوم شرکت های شل، لازمو و وبا اویل (۷۹- ۱۳۷۷).
- خرید اطلاعات لرزه نگاری دو بعدی از کشور آذربایجان (۷۴۰۰ کیلومتر) و کشور ترکمنستان (۲۵۰۰ کیلومتر).
- تفسیر حدود ۳۱۰۰۰ کیلومتر اطلاعات لرزه ای دو بعدی موجود با هدف شناسایی کلیه ساختارهادر منطقه.
- شناسایی ساختارهای کوچک و بزرگ نفتی در منطقه.
- انجام لرزه نگاری سه بعدی به وسعت ۲۰۰ کیلومتر مربع در دشت گرگان (۱۳۸۰) با هدف شناسایی پیچیدگی های ساختار گرگان در لایه های عمیق تر (چاه گرگان-۶).
- ایجاد شبکه لرزه نگاری یکپارچه از مجموع اطلاعات حاصل از لرزه نگاری، پتروفیزیک، زمین شناسی، ژئوشیمی و با ادغام اطلاعات موجود با اطلاعات ساحلی و برداشت های منطقه عمیق خزر و اطلاعات ۳۰ حلقه چاه در خزر جنوبی. این اطلاعات علاوه بر اطلاعات ماهواره ای دریا و اطلاعات حاصل از عملیات نمونه برداری از محل نشت نفت کف دریا، پایه مطالعات جامعی گردید که منتج به شناسایی ۴۶ ساختار کوچک و بزرگ در خزر جنوبی گردید که ۸ بلوک آن محتوی ذخایر قابل ملاحظه از نفت و گاز می باشند.
- انجام لرزه نگاری سه بعدی و تفسیر اطلاعات به وسعت حدود ۴۰۰۰ کیلومتر مربع در ۴ بلوک  ۶ و ۷ و ۸ و ۲۹ (۱۳۸۴- ۱۳۸۲) با هدف شناسایی دقیق پیچیدگی های ساختاری، پیش از حفاری چاه اکتشافی.
- تدوین طرح جامع استراتژیک شرکت (SMDP) و اولویت بندی ساختارهای شناسایی شده و انتخاب بلوک ۲/۶ به عنوان اولین اولویت اکتشافی.
- انجام عملیات بستر شناسی (Site Survey) بر روی بلوک های اکتشافی ۶ و ۲۹ و ۸ به مساحت ۶۰/۷۵ کیلومتر مربع در سال ۱۳۸۸ (۲۰۰۹ میلادی) با هدف شناسایی مخاطرات حفاری در بستر دریا و لایه های سطحی.
- انجام روش پردازش AVO (Amplitude versus offset) با هدف شناسایی لایه ماسه سنگی و تعیین ضخامت آن و بررسی وجود یا عدم وجود هیدروکربن در آن لایه.
- انجام پردازش های ویژه مناطق آب عمیق (Auto Gas Risk) با هدف شناسایی بسته های گاز های سطحی و عمیق تا عمق ۱۴۰۰ متر، پیش از عملیات حفاری چاه اکتشافی.
- اکتشاف نفت در عمق ۲۵۸۴ متری طی عملیات حفاری اکتشافی چاه (SRJ-X1F) در (اردیبهشت ۱۳۹۱).
- بازنگری و به روز رسانی اطلاعات مربوط به گروه مطالعاتی خزر جنوبی (SCSG) و ذخایر احتمالی در بخش خزر جنوبی (۱۳۹۲)
- انجام و تکمیل عملیات لرزه نگاری دو بعدی در استان گلستان (منطقه مشترک با ترکمنستان) به مسافت ۱۲۵۰ کیلومتر (۱۳۹۲- ۱۳۹۱)
- پردازش داده های استخراج شده از عملیات لرزه نگاری دو بعدی در استان گلستان (۱۳۹۳)
- تعبیر و تفسیر اطلاعات لرزه نگاری و تشخیص ساختار مشترک با جمهوری ترکمنستان و تعیین محل چاه اکتشافی (۱۳۹۳)
- اتمام عملیات حفاری و آزمایش دومین چاه اکتشافی- توصیفی میدان سردار جنگل (SRJ-X2C) تا عمق ۳۵۰۰ متری (آبان ۱۳۹۳)

## هیئت مدیره
هیئت مدیره شرکت نفت خزر از ترکیب زیر تشکیل شده‌است:
| نام            | سمت سازمانی               | جایگاه                   |
| -------------- | ------------------------- | ------------------------ |
| سید عماد حسینی | -                         | رئیس هیئت مدیره          |
| ایرج میرحسینی  | مدیر امور مالی            | عضو اصلی هیئت مدیره      |
| داوود کرمانی   | رئیس امور حقوقی و پیمانها | عضو اصلی هیئت مدیره      |
| مهرداد اکبری   | معاون مدیرعامل            | عضو علی البدل هیئت مدیره |

## مدیریت‌ها
مدیریت‌های شرکت نفت خزر از ۹ بخش تشکیل شده‌است.
| سِمَت سازمانی                      | مدیر ارشد           |
| -------------------------------- | ------------------- |
| معاون مدیرعامل                   | مهرداد اکبری        |
| مدیر اکتشاف                      | ملک محمد گیتی       |
| مدیر مهندسی و ساختمان            | -                   |
| مدیر برنامه ریزی                 | علی خواص فر         |
| مدیر منابع انسانی                | بهنام قناد          |
| مدیر امور مالی                   | ایرج میرحسینی       |
| رئیس منطقه عملیاتی               | حمید مولایی         |
| رئیس تدارکات و امور کالا         | اشکان رامشی         |
| رئیس ایمنی، بهداشت و محیط زیست   | امیرحسین رفعتی      |
| رئیس امور حقوقی و پیمانها        | داوود کرمانی        |
| رئیس پژوهش و فناوری              | سید سجاد پورالحسینی |
| رئیس بین الملل                   | -                   |
| رئیس فناوری اطلاعات و ارتباطات   | فروغ رمضانپور       |
| مشاور مدیرعامل و دبیر هیئت مدیره | احسان رضایی نژادیان |
| رئیس روابط عمومی                 | کمال کردان          |
| رئیس حراست                       | حمیدرضا مسافری      |
| رئیس بازرسی و پاسخگویی به شکایات | مسعود غلامی         |